# 혈관 수축
혈관 수축(血管收縮, 영어: vasoconstriction)은 혈관벽이 수축됨에 따라 대동맥, 소동맥, 정맥 등의 혈관이 좁아지는 현상이다. 혈관이 넓어지는 현상인 혈관 확장과는 반대되는 용어이다.
혈관 수축을 일으키는 물질을 혈관 수축제(vasoconstrictors, vasopressors)라고 부른다. 혈관 수축제는 일반적으로 조직 혈압을 증가시키지만 특정한 조직에 부분적인 혈압 감소를 마주치게 할 수도 있다.

## 요인
혈관 수축을 일으키는 요인에는 외인성과 내인성이 있다. 이를테면 주위의 온도는 전자에 속한다. 내인적인 요인으로는 자율신경계통이 있다.

### 외인성 치료
| 혈관 수축제                        |
| ---------------------------------- |
| 암페타민                           |
| 항히스타민제                       |
| 코카인                             |
| LSD                                |
| LSA                                |
| 메틸페니데이트                     |
| 메페드론                           |
| 옥시메타졸린                       |
| 페닐에프린                         |
| 슈도에페드린                       |
| 흥분제                             |
| 카페인                             |
| 테트라하이드로졸린 염산염 (점안액) |
| 실로시빈                           |

### 내인성 치료
내인성은 기립성 저혈압을 피하는 신체 과정이다.

## 같이 보기
- 혈관 확장